# Санкт-Петербургская избирательная комиссия
Санкт-Петербургская избирательная комиссия (СПбИК) — государственный орган Санкт-Петербурга, организующий подготовку и проведение выборов, референдумов на территории Санкт-Петербурга в соответствии с компетенцией, установленной федеральными законами, а также законами Санкт-Петербурга. Среди прочего в полномочия комиссии входит осуществление на территории Санкт-Петербурга контроля за соблюдением избирательных прав и права на участие в референдуме граждан, формирование территориальных избирательных комиссий, предложение кандидатур в состав избирательных комиссий муниципальных образований.
Комиссия имеет основной сайт в системе ГАС «Выборы» www.st-petersburg.izbirkom.ru, сайт СМИ «Вестник Санкт-Петербургской избирательной комиссии» vestnik.spbik.spb.ru для опубликования решений и форму для электронных обращений.
Законом Санкт-Петербурга установлено местонахождение комиссии: Санкт-Петербург, Исаакиевская пл., 6, Мариинский дворец. В том же здании располагается и Законодательное собрание Санкт-Петербурга. Основные офисные помещения комиссии расположены в здании по адресу Вознесенский пр., 3-5. Комиссия вправе принять решение о проведении выездного заседания.

## Созыв 2022—2027 гг.
| Фамилия, имя, отчество         | Год рождения | Должность                | Субъект выдвижения                                                               | Субъект назначения                        |
| ------------------------------ | ------------ | ------------------------ | -------------------------------------------------------------------------------- | ----------------------------------------- |
| Мейксин Максим Семенович       | 1974         | Председатель             | Центральная избирательная комиссия Российской Федерации                          | Губернатор Санкт-Петербурга               |
| Зацепа Олег Олегович           | 1984         | Заместитель председателя | Центральная избирательная комиссия Российской Федерации                          | Законодательное Собрание Санкт-Петербурга |
| Астафьева Екатерина Викторовна | 1982         | Секретарь                | муниципальный совет «Муниципальный округ Полюстрово»                             | Губернатор Санкт-Петербурга               |
| Артюхова Ирина Юрьевна         | 1977         | Член                     | муниципальный совет «Муниципальный округ Рыбацкое»                               | Законодательное Собрание Санкт-Петербурга |
| Беляков Андрей Викторович      | 1987         | Член                     | политическая партия «Коммунистическая партия Российской Федерации»               | Законодательное Собрание Санкт-Петербурга |
| Боричева Людмила Михайловна    | 1955         | Член                     | политическая партия «Российская партия пенсионеров за социальную справедливость» | Законодательное Собрание Санкт-Петербурга |
| Козенко Денис Вячеславович     | 1980         | Член                     | муниципальный совет «Муниципальный округ Нарвский округ»                         | Губернатор Санкт-Петербурга               |
| Кузьмин Юрий Александрович     | 1990         | Член                     | политическая партия «Единая Россия»                                              | Законодательное Собрание Санкт-Петербурга |
| Николаев Валерий Александрович | 1970         | Член                     | политическая партия «Либерально-демократическая партия России»                   | Губернатор Санкт-Петербурга               |
| Семенов Борис Анатольевич      | 1972         | Член                     | муниципальный совет «Муниципального образования город Сестрорецк»                | Законодательное Собрание Санкт-Петербурга |
| Тарасов Артем Юрьевич          | 1979         | Член                     | политическая партия «Новые люди»                                                 | Губернатор Санкт-Петербурга               |
| Фесик Екатерина Викторовна     | 1988         | Член                     | политическая партия «Справедливая Россия - Патриоты - За правду»                 | Губернатор Санкт-Петербурга               |
| Шапчиц Павел Анатольевич       | 1984         | Член                     | политическая партия «РОДП «ЯБЛОКО»                                               | Законодательное Собрание Санкт-Петербурга |
| Шильман Александр Сергеевич    | 1982         | Член                     | муниципальный совет «Муниципальный округ Александровский»                        | Губернатор Санкт-Петербурга               |

## Созыв 2017—2022 гг
| Фамилия, имя, отчество                                                                       | Год рождения | Должность                   | Субъект выдвижения                                                 | Субъект назначения                        |
| -------------------------------------------------------------------------------------------- | ------------ | --------------------------- | ------------------------------------------------------------------ | ----------------------------------------- |
| Миненко Виктор Александрович (с 23.07.2018)                                                  | 1960         | Председатель (с 25.07.2018) | Центральная избирательная комиссия Российской Федерации            | Губернатор Санкт-Петербурга               |
| Егорова Алла Викторовна                                                                      | 1963         | Заместитель председателя    | муниципальный совет Округ Петровский                               | Законодательное Собрание Санкт-Петербурга |
| Жданова Марина Александровна                                                                 | 1960         | Секретарь                   | Центральная избирательная комиссия Российской Федерации            | Законодательное Собрание Санкт-Петербурга |
| Астафьева Екатерина Викторовна                                                               | 1982         | Член                        | муниципальный совет МО Округ Полюстрово                            | Законодательное Собрание Санкт-Петербурга |
| Ахадова Наргис Агамоглановна                                                                 | 1977         | Член                        | политическая партия «Единая Россия»                                | Губернатор Санкт-Петербурга               |
| Беляков Андрей Викторович                                                                    | 1987         | Член (с 29.10.2019)         | политическая партия «Коммунистическая партия Российской Федерации» | Законодательное Собрание Санкт-Петербурга |
| Березин Алексей Викторович                                                                   | 1976         | Член                        | политическая партия «Партия Роста»                                 | Губернатор Санкт-Петербурга               |
| Боричева Людмила Михайловна                                                                  | 1955         | Член                        | муниципальный совет МО город Зеленогорск                           | Законодательное Собрание Санкт-Петербурга |
| Зацепа Олег Олегович                                                                         | 1984         | Член                        | политическая партия «Зелёные»                                      | Губернатор Санкт-Петербурга               |
| Краснянский Дмитрий Валерьевич                                                               | 1967         | Член                        | муниципальный совет МО МО Сенной округ                             | Законодательное Собрание Санкт-Петербурга |
| Кузьмин Юрий Александрович                                                                   | 1990         | Член                        | Муниципальный совет МО МО Константиновское                         | Губернатор Санкт-Петербурга               |
| Левшин Николай Николаевич                                                                    | 1968         | Член                        | политическая партия «Коммунистическая партия Российской Федерации» | Законодательное Собрание Санкт-Петербурга |
| Николаев Валерий Александрович                                                               | 1970         | Член                        | политическая партия Либерально-демократическая партия России       | Законодательное Собрание Санкт-Петербурга |
| Покровская Ольга Леонидовна                                                                  | 1954         | Член                        | политическая партия "РОДП «ЯБЛОКО»                                 | Законодательное Собрание Санкт-Петербурга |
| Фесик Екатерина Викторовна                                                                   | 1988         | Член                        | политическая партия «Справедливая Россия»                          | Законодательное Собрание Санкт-Петербурга |
| Панкевич Виктор Николаевич (полномочия прекращены на основании личного заявления 02.07.2018) | 1961         | Председатель                | Центральная избирательная комиссия Российской Федерации            | Губернатор Санкт-Петербурга               |
| Левшин Николай Николаевич (полномочия прекращены в связи со смертью)                         | 1968         | Член                        | политическая партия «Коммунистическая партия Российской Федерации» | Законодательное Собрание Санкт-Петербурга |

## Созыв 2012—2017 гг

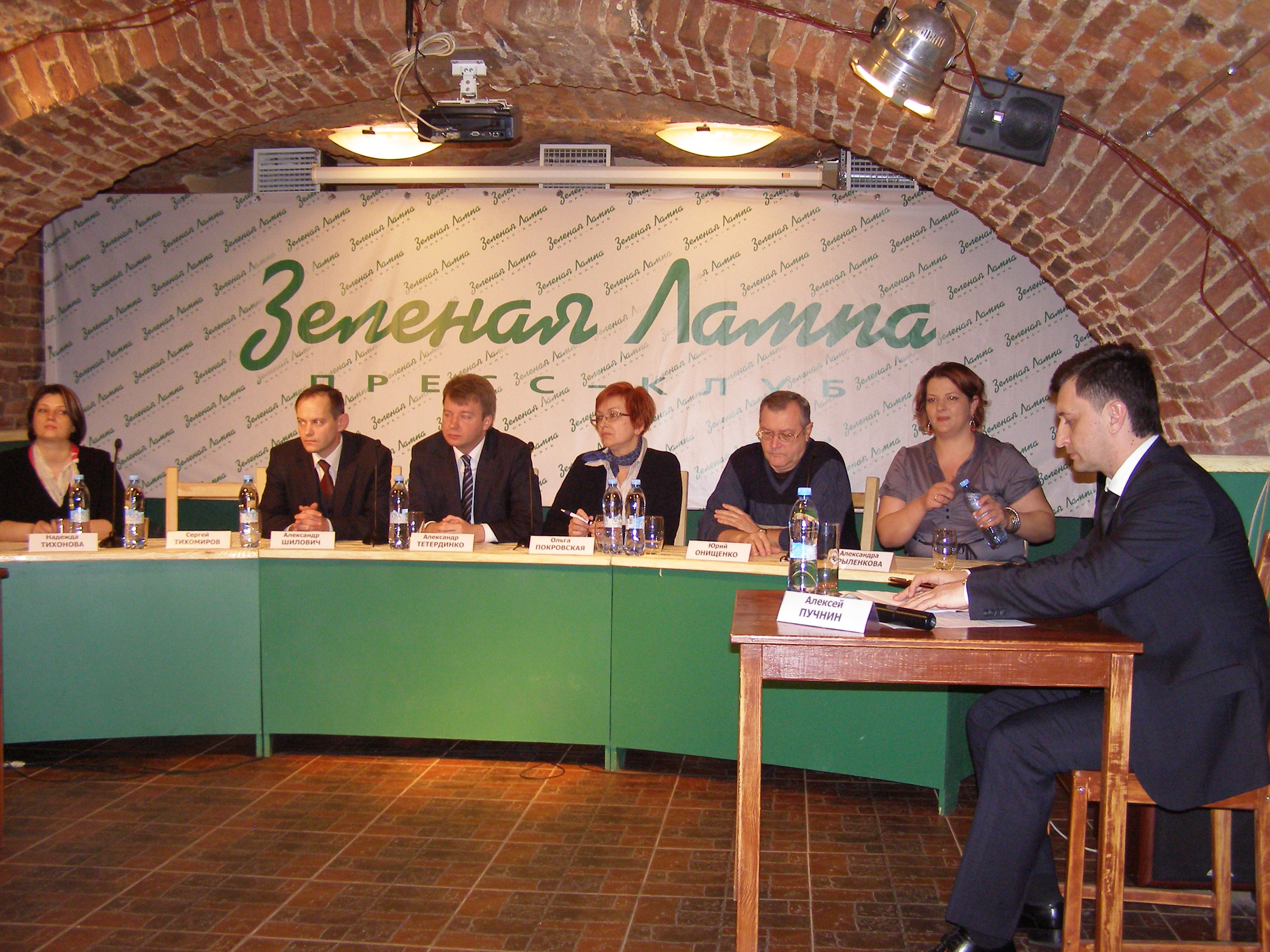
Пресс-конференция по формированию УИК в Санкт-Петербурге 15 апреля 2013 года (члены СПбИК Александр Тетердинко, Ольга Покровская в центре, Алексей Пучнин справа)

Данный состав комиссии из 14 членов с правом решающего голоса был сформирован в июне 2012 года, половину из которого назначил Губернатор Санкт-Петербурга, а половину Законодательное собрание Санкт-Петербурга. Первоначально на рассмотрение законодательного собрания было вынесено 22 кандидатуры, из которых депутатами было отобрано семь, пять из которых были предложены парламентскими партиями. В числе первоначально предложенных кандидатов были бывший председатель Гнётов Александр Валентинович и бывший заместитель председателя Краснянский Дмитрий Валерьевич, а также кандидатуры, предложенные общественными активистами занимавшимися контролем за выборами в декабре 2011 года и марте 2012 года, но они не прошли в итоговый состав комиссии.
Первое заседание, на котором были избраны председатель, заместитель председателя и секретарь комиссии, прошло 4 июля 2012 года. Председателем был избран Алексей Пучнин, кандидатуру которого рекомендовала ЦИК России. Одновременно Пучнин был председателем избирательной комиссии Тамбовской области, которую позднее покинул. Заместителем председателя был избран Александр Тетердинко, а секретарем — Марина Жданова. Тетердинко и Пучнин были избраны 13 голосами из 14: член комиссии Ольга Покровская воздержалась при голосовании за председателя и проголосовала против предложенной кандидатуры заместителя. «Я не могу проголосовать ни за Пучнина, ни против него, поэтому решила забрать бюллетень на память», — сказала она.
За несколько дней до первого заседания Покровская написала Пучнину письмо с просьбой продвинуть на должности в комиссии оппозиционных членов. Некоторые эксперты отнеслись к итогам заседания скептически и посчитали, что на должности избраны исключительно зависимые от власти члены, которые будут обслуживать её интересы.
9 ноября 2012 года губернатор прекратил полномочия назначенного им Малютина Андрея Владимировича и назначил вместо него членом комиссии Кондратенко Наталию Валентиновну. Малютин и Кондратенко были ранее вместе с Пучниным членами избирательной комиссии Тамбовской области. 24 декабря Кондратенко была избрана вторым заместителем председателя.

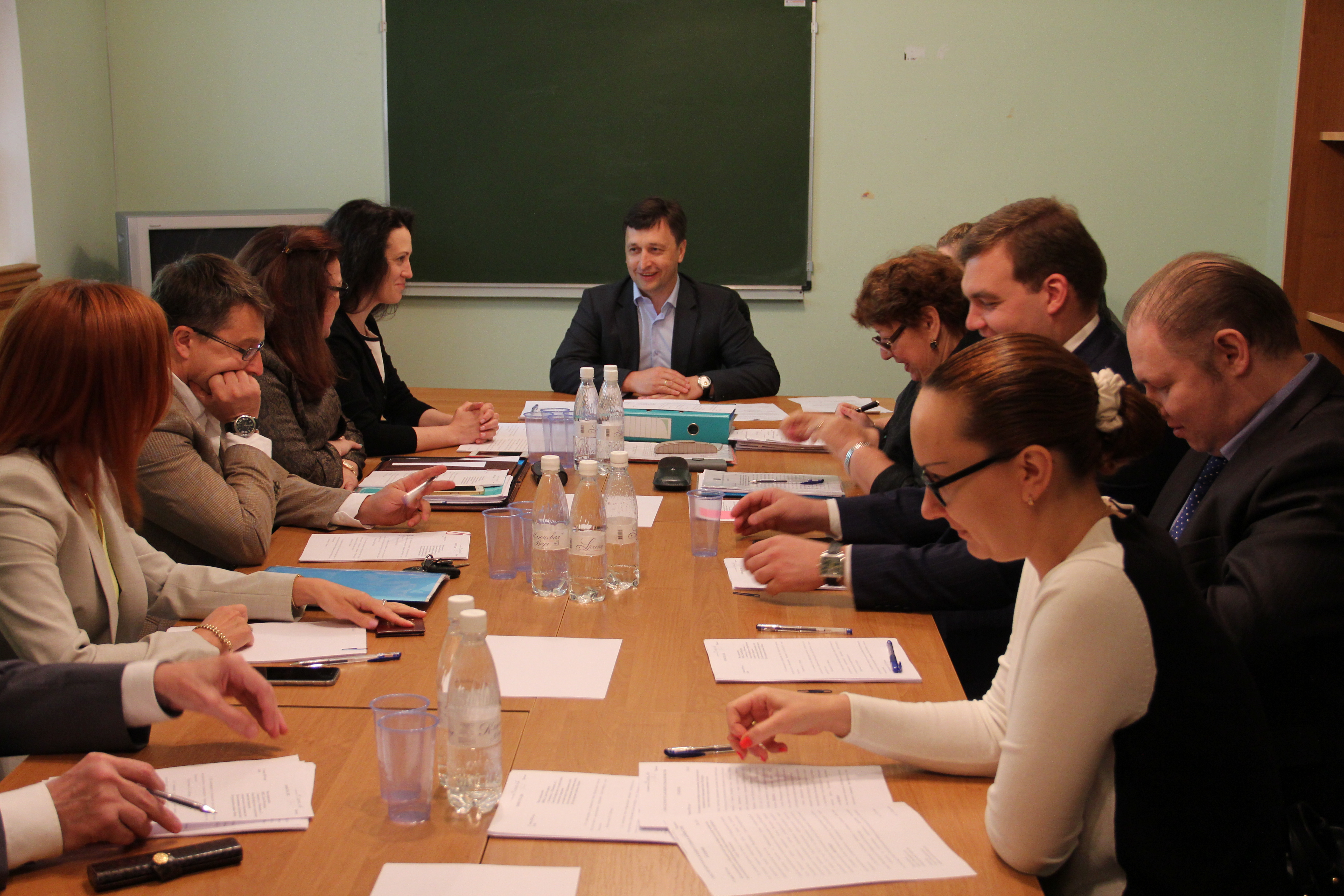
Выездное заседание СПбИК в Ломоносове 17 июня 2015 года

15 апреля 2013 года председатель комиссии Алексей Пучнин, его заместитель Александр Тетердинко и член с правом решающего голоса Ольга Покровская приняли участие в пресс-конференции, посвященной формированию участковых избирательных комиссий в Санкт-Петербурге, образуемых на ближайшие 5 лет, совместно с представителями отделений политических партий и общественной организацией «Наблюдатели Петербурга», участвовавшими в формировании УИК. Алексей Пучнин отметил, что Санкт-Петербург один из немногих Субъектов Федерации, в котором хватает заявок кандидатов на каждую избирательную комиссию благодаря высокому уровню политической конкуренции и гражданской активности. Так же председатель СПбИК сказал, что его комиссия подписала соглашение с НКО «Российский фонд свободных выборов» о мониторинге выборов в Санкт-Петербурге.
В январе 2015 года Александр Тетердинко покинул должность заместителя председателя, которую заняла Надежда Лебедева. 17 марта Лебедева была избрана заместителем председателя, в мае Тетердинко окончательно покинул комиссию.
В июне—сентябре 2014 СПбИК приняла участие в организации и проведении выборов депутатов муниципальных советов города, которые по мнению оппозиционных кандидатов проходили с повсеместными грубыми нарушениями законодательства. Так, в июле председатели петербургских отделений партий «Справедливая Россия» и «ЯБЛОКО» Оксана Дмитриева и Андрей Палевич потребовали отставки председателя комиссии Пучнина, обвинив его в покровительстве многочисленным нарушениям избирательного законодательства.
20 апреля 2016 года вновь избранный председатель ЦИК России Элла Памфилова на заседании Центральной избирательной комиссии заявила о необходимости кадровой ротации в избирательной системе Санкт-Петербурга. Причиной кадровых решений названо большое количество жалоб, обращений в суд в Санкт-Петербурге по результатам избирательной кампании в 2014 году. В тот же день стало известно, что председатель Санкт-Петербургской избирательной комиссии Алексей Пучнин подал заявление о прекращении своих полномочий. Отставка была принята Губернатором Санкт-Петербурга 22 апреля 2016 года. Решением Санкт-Петербургской избирательной комиссии, временно исполняющей полномочия председателя назначена Лебедева Надежда Эдуардовна.
| Фамилия, имя, отчество                                                   | Год рождения | Должность                | Субъект выдвижения | Субъект назначения                        |
| ------------------------------------------------------------------------ | ------------ | ------------------------ | --- | ----------------------------------------- |
| Панкевич Виктор Николаевич                                               | 1961         | Председатель             | Центральная избирательная комиссия Российской Федерации                                                                                  | Губернатор Санкт-Петербурга               |
| Кондратенко Наталия Валентиновна                                         | 1974         | Заместитель председателя | политическая партия «Гражданская Сила»                                                                                                   | Губернатор Санкт-Петербурга               |
| Лебедева Надежда Эдуардовна                                              | 1977         | Заместитель председателя | Региональное отделение Общероссийского общественного движения "Народный фронт «За Россию»                                                | Губернатор Санкт-Петербурга               |
| Жданова Марина Александровна                                             | 1960         | Секретарь                | СПбИК, муниципальный совет МО МО Светлановское                                                                                           | Губернатор Санкт-Петербурга               |
| Ахадова Наргис Агамоглановна                                             | 1977         | Член                     | политическая партия «Единая Россия» | Законодательное Собрание Санкт-Петербурга |
| Воронков Михаил Васильевич                                               | 1960         | Член                     | Политическая партия «Справедливая Россия», СПбИК                                                                                         | Законодательное Собрание Санкт-Петербурга |
| Карасёв Дмитрий Юрьевич                                                  | 1968         | Член                     | СПбИК, муниципальный совет МО МО Московская застава                                                                                      | Губернатор Санкт-Петербурга               |
| Краснянский Дмитрий Валерьевич                                           | 1967         | Член                     | муниципальный совет МО МО Сенной округ, МО МО Чкаловское, МО МО Петровский                                                               | Законодательное Собрание Санкт-Петербурга |
| Липский Павел Иванович                                                   | 1955         | Член                     | политическая партия Либерально-демократическая партия России                                                                             | Законодательное Собрание Санкт-Петербурга |
| Медведев Антон Владимирович                                              | 1984         | Член                     | Муниципальный совет МО МО Звездное | Губернатор Санкт-Петербурга               |
| Покровская Ольга Леонидовна                                              | 1954         | Член                     | политическая партия "РОДП «ЯБЛОКО» | Законодательное Собрание Санкт-Петербурга |
| Семенов Владимир Александрович                                           | 1953         | Член                     | политическая партия «Коммунистическая партия Российской Федерации»                                                                       | Законодательное Собрание Санкт-Петербурга |
| Смирнова Татьяна Александровна                                           | 1956         | Член                     | СПбИК, муниципальный совет МО МО Левашово                                                                                                | Губернатор Санкт-Петербурга               |
| Шубина Нина Владимировна                                                 | 1951         | Член                     | Центральная избирательная комиссия Российской Федерации, СПбИК, муниципальные советы МО МО Финляндский округ, МО МО Коломяги, МО МО № 65 | Законодательное Собрание Санкт-Петербурга |
| Малютин Андрей Владимирович (освобожден от обязанностей 09.11.2012 года) | 1980         | Член                     | | Губернатор Санкт-Петербурга               |
| Кайсаров Андрей Анатольевич (освобожден от обязанностей 11.06.2014)      | 1967         | Член                     | | Губернатор Санкт-Петербурга               |
| Тетердинко Александр Павлович (освобожден от обязанностей 12.05.2015)    | 1983         | Заместитель председателя | политическая партия «Единая Россия» | Губернатор Санкт-Петербурга               |
| Березин Алексей Викторович (освобожден от обязанностей 20.01.2016)       | 1976         | Член                     | Муниципальные советы МО МО Пулковский меридиан, МО МО Красненькая речка                                                                  | Законодательное Собрание Санкт-Петербурга |
| Пучнин Алексей Сергеевич (освобожден от обязанностей 22.04.2016)         | 1973         | Председатель             | Центральная избирательная комиссия Российской Федерации                                                                                  | Губернатор Санкт-Петербурга               |
| Митрохина Мария Владимировна (освобождена от обязанностей 15.06.2016)    | 1981         | Член                     | политическая партия «Либерально-демократическая партия России», СПбИК                                                                    | Законодательное Собрание Санкт-Петербурга |

## Созыв 2008—2012 гг
Созыв действовавший в 2008—2012 годы был сформирован в июне 2008 года. В него вошли четыре кандидата, предложенные парламентскими партиями, из которых двоих назначил губернатор и двоих — законодательное собрание. Первое заседание состоялось 3 июня 2008 года. На нём председателем был избран Александр Гнётов, заместителем — Дмитрий Краснянский, секретарём — Нина Шубина.
| Фамилия, имя, отчество          | Год рождения | Должность                | Субъект выдвижения | Субъект назначения |
| ------------------------------- | ------------ | ------------------------ | --- | ------------------ |
| Гнётов Александр Валентинович   | 1948         | Председатель             | ЦИК, СПбИК | Губернатор         |
| Краснянский Дмитрий Валерьевич  | 1967         | Заместитель председателя | ЦИК, СПбИК | ЗакС               |
| Тетердинко Александр Павлович   | 1983         | Заместитель председателя | Муниципальные советы МО МО Звёздное, МО МО Гагаринское                                                                                                | ЗакС               |
| Шубина Нина Владимировна        | 1951         | Секретарь                | Совет муниципальных образований, Муниципальные советы МО МО Финляндский округ, МО Песочный, МО МО № 38, МО МО Полюстрово, МО МО Чкаловское, МО МО № 4 | Губернатор         |
| Алёшичев Сергей Евгеньевич      | 1962         | Член                     | Городское отделение партии КПРФ | ЗакС               |
| Белов Сергей Александрович      | 1978         | Член                     | СПбИК | ЗакС               |
| Воронков Михаил Васильевич      | 1960         | Член                     | Региональное партии «Справедливая Россия» | Губернатор         |
| Громов Алексей Владимирович     | 1974         | Член                     | СПбИК | Губернатор         |
| Артемьев Игорь Борисович        | 1971         | Член                     | Партия «Единая Россия» | ЗакС               |
| Кайсаров Андрей Анатольевич     | 1967         | Член                     | Партия «Единая Россия» | ЗакС               |
| Карасёв Дмитрий Юрьевич         | 1968         | Член                     | Муниципальный совет МО МО Адмиралтейский округ | ЗакС               |
| Медведев Евгений Константинович | 1976         | Член                     | Высший совет партии ЛДПР | Губернатор         |
| Митрохина Мария Владимировна    | 1981         | Член                     | Высший совет партии ЛДПР | Губернатор         |
| Либуркина Ева Александровна     | 1977         | Член                     | Муниципальный совет МО МО Красненькая речка, Центр поддержки молодёжных инициатив                                                                     | ЗакС               |
| Пономарев Сергей Викторович     | 1982         | Член                     | Муниципальный совет МО МО Красненькая речка | ЗакС               |
| Смирнова Татьяна Александровна  | 1956         | Член                     | СПбИК | Губернатор         |
| Суворова Адель Сергеевна        | 1963         | Член                     | СПбИК | Губернатор         |

## Герб
В основе герба Санкт-Петербургской избирательной комиссии используется гербовая символика Санкт-Петербурга (скрещенные якоря), а также образ чаши — вазы, установленной на колонне с ограды Летнего сада. Расцветка щита повторяет красный цвет герба Санкт-Петербурга. Символика чаши при этом имеет следующее толкование: одним из древнейших способов голосования является голосование шарами разного цвета: белого — «за» и чёрного — «против», опускаемыми в чашу или урну, а вазы на ограде Летнего сада — символизируют урны — древнегреческие амфоры. Кроме того, этот образ связан с символикой кубка победителю (выявление и оглашение результатов, в том числе — победителей, выборов — одна из основных задач избирательных комиссий). В отличие от чаши, ваза — урна — это «закрытый» сосуд, что подчеркивает принцип тайности голосования.